# 写真学科
写真学科（しゃしんがっか）は、大学での写真についての教育研究を目的とした芸術系の学科の一つである。専門学校にもあり、近年は写真学科という単独で専門的な教育研究だけでなく、映像や美術やデザインなどのメディア内の領域に細分化されている学校もある。
日本の写真教育は、1901年、東京高等工業学校（現東京工業大学）附設工業教員養成所の工業図案科で、写真教育が始まったことに端を発する。1914年、文部省令で東京高等工業学校の印刷製版の教育課程が東京美術学校へ移管されることになり、1915年、東京美術学校（現東京藝術大学）に臨時写真科を新設することになった。この臨時写真科は1923年に写真科へ改称され、1926年には、東京高等工芸学校（現千葉大学）に移管された。一方、1923年、小西寫眞専門学校（現東京工芸大学）が、日本で最初の写真専門の高等教育機関として、設立された。

## 写真についての教育機関のある日本の大学
※株式会社ニコンによる写真学校8校

### 芸術写真分野
- （※）東京工芸大学 芸術学部 写真学科（1923年[1]）
- （※）日本大学 藝術学部 写真学科（1939年[3]）
- 九州産業大学 芸術学部 写真映像学科 写真表現コース（1966年[4]）
- 大阪芸術大学 芸術学部 写真学科（1970年[5]）
- 大阪芸術大学  通信教育部 写真学科

### 造形・美術・デザイン分野
- 東京藝術大学 美術学部  先端芸術表現科
- （※）武蔵野美術大学 映像学科  写真表現コース
- 多摩美術大学 グラフィックデザイン学科  写真
- 東京造形大学 造形学部 デザイン学科  写真専攻領域
- 女子美術大学  デザイン・工芸学科  ヴィジュアルデザイン専攻
- （※）東北芸術工科大学　デザイン工学部　映像学科　写真
- 長岡造形大学  造形学部  視覚デザイン学科　写真・映像コース
- 名古屋芸術大学 デザイン学部　メディアコミュニケーションデザインコース
- 名古屋学芸大学  メディア造形学部  映像メディア学科　写真ゼミ
- 成安造形大学 芸術学部 芸術学科  メディアデザイン領域　写真コース
- （※）京都芸術大学  芸術学部  美術工芸学科　現代美術・写真コース
- 京都芸術大学  通信教育部 美術科　写真コース
- 神戸芸術工科大学　先端芸術学部　映像表現学科　映画コース　（映画領域・写真領域）
- 宝塚大学 造形芸術学部  制作力創造学科　写真コース
- 尾道市立大学 芸術文化学部　美術学科　デザインコース
- 九州造形短期大学　造形芸術学科　写真専攻
- 倉敷芸術科学大学  芸術学部  メディア映像学科　（映像・写真専攻）

### 画像工学分野
- 千葉大学 工学部  画像科学科・情報画像工学科
- 東京工芸大学  工学部  メディア画像学科
- 電気通信大学  情報理工学部
- 東海大学  工学部  光・画像工学科
- 九州大学 芸術工学部  画像設計学科（視覚学　視覚芸術学　画像工学）

## 写真についての教育機関のある日本の専門学校
※株式会社ニコンによる写真学校8校
- （※）東京綜合写真専門学校　写真芸術学科
- （※）専門学校東京ビジュアルアーツ　写真学科
- ビジュアルアーツ専門学校大阪　写真学科
- 専門学校名古屋ビジュアルアーツ　写真学科
- 専門学校九州ビジュアルアーツ　写真学科
- （※）日本写真芸術専門学校　写真科
- 桑沢デザイン研究所
- 日本写真映像専門学校　写真学科

## 写真についての教育を行う日本の養成学校
いずれも学校法人による運営ではない
- 東京写真学園
- 現代写真研究所
- 日本写真学院